# Moulin à vent de Pointe-du-Moulin

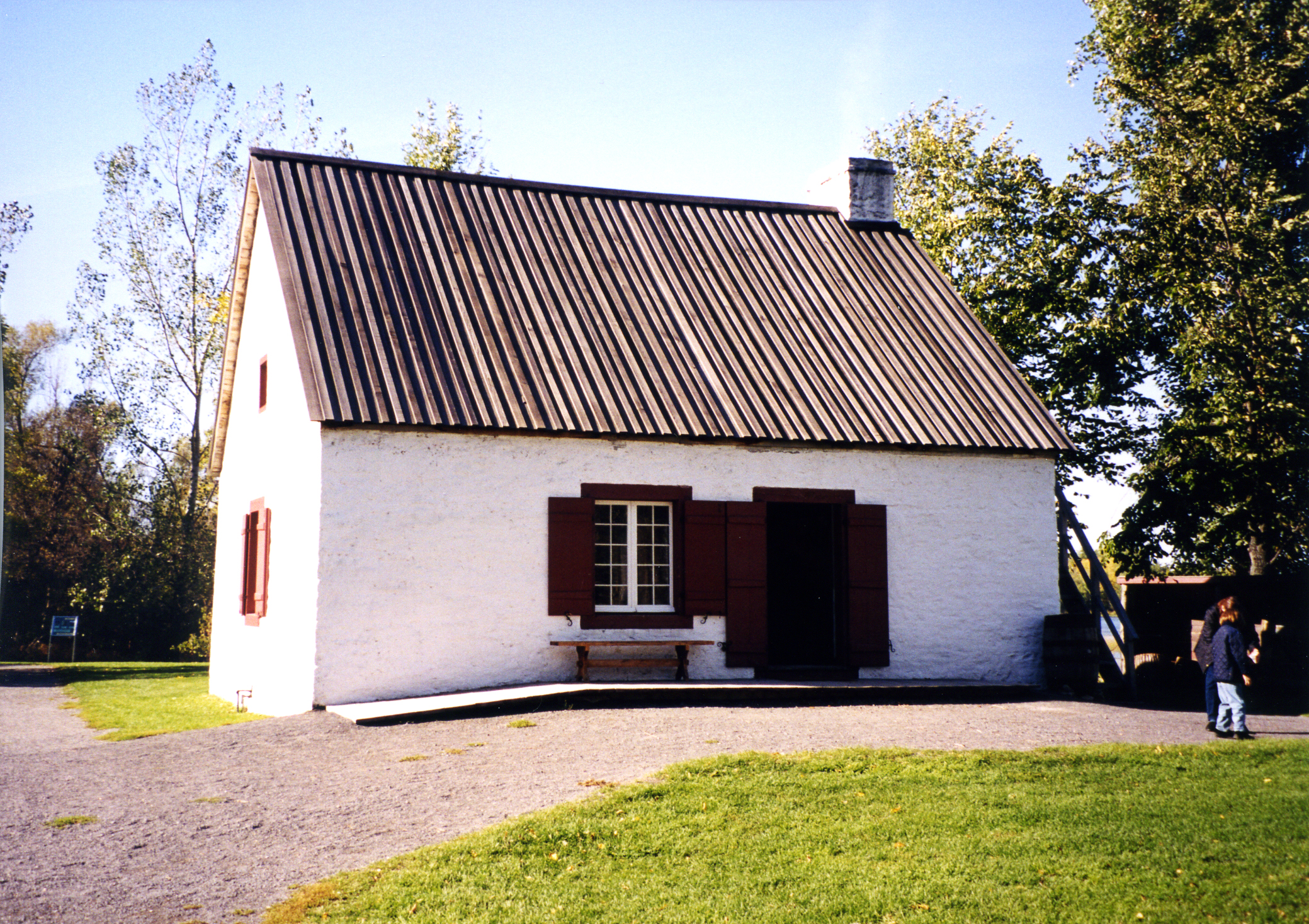
Maison du meunier, au Moulin à vent de la Pointe-du-Moulin, en 1999.

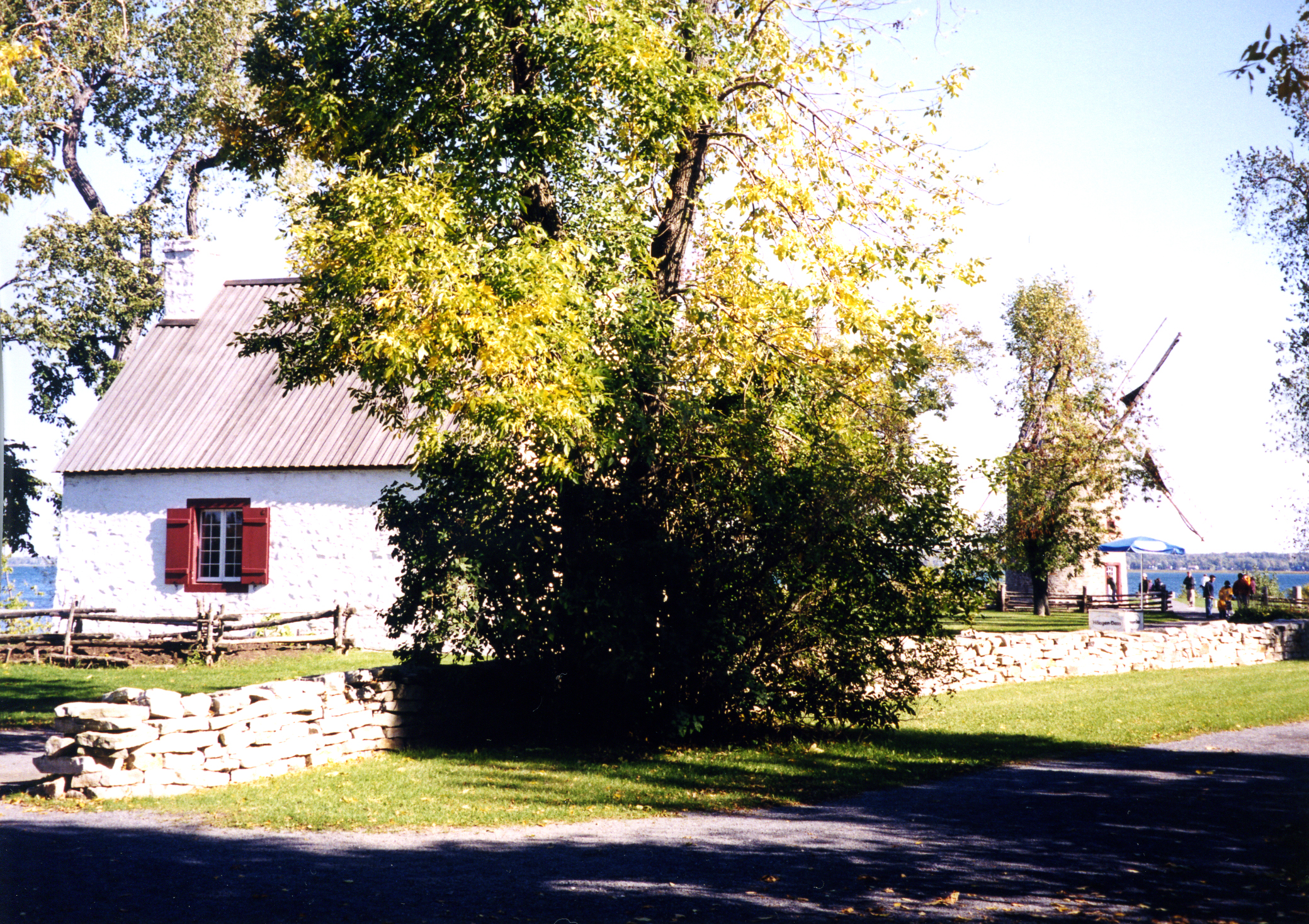
Maison du meunier (à gauche en avant-plan) et Moulin à vent de la Pointe-du-Moulin (à droite en arrière-plan), en 1999.

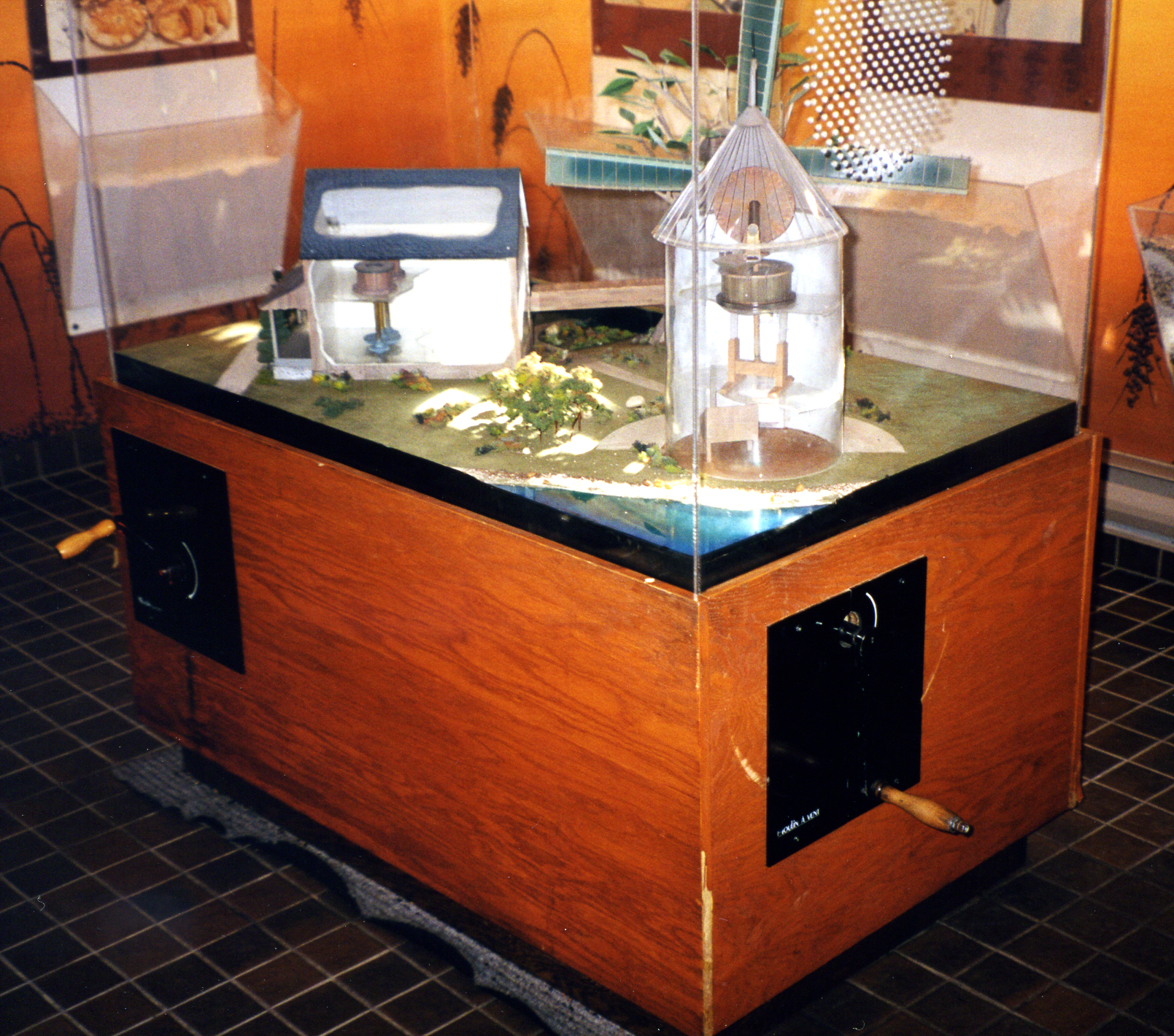
Maquette montrant la différence entre un moulin à vent et un moulin à eau, au centre d'interprétation du Parc historique de la Pointe-du-Moulin, dans l'Île Perrot, où se trouvent le moulin à vent et sa maison du meunier, en 1999.

Le Moulin à vent de Pointe-du-Moulin est l'un des 18 derniers moulins à vent du Québec  et l'un des deux seuls encore fonctionnels. Il est situé dans le parc historique de la Pointe-du-Moulin, au sud-est de l'île Perrot au bord du lac Saint-Louis dans la municipalité de Notre-Dame-de-l'Île-Perrot près de Montréal.
Le seigneur Joseph Trottier des Ruisseaux a commandé les travaux de construction du moulin à farine qui ont débuté en 1707, sous la direction de Jean Mars, maître-maçon, et qui ont été achevés en 1708 par Léonard Paillé dit Paillard, maître-charpentier. Le moulin est muni d'ailes à quatre vergues. Il a été classé monument historique du Québec en 1977 et lieu historique national du Canada en 1969. Un site archéologique est associé au bien. On peut y voir aussi la maison du meunier construite en 1786.

## Chronologie
(août 2011).
- Évolution du bâtiment :
  - 1720 : Changement des draps, entretien et rhabillage des meules par Jean Gendron, engagé par Pierre Hunault dit Deschamps, locataire du domaine.
  - 1733 : Réparations défrayées par Françoise Cuillerier, seigneuresse
  - 1733 et 1760 : Présence de fariniers dans l'île Perrot : Jean-Baptiste Émond, identifié comme farinier au bout de l'île (de Montréal), et Bernard Larivière Chambly, qui est témoin à la signature de contrats et désigné par le notaire Vuatier comme « farignier demeurant audit lieu »
  - 1774 : Le moulin est décrit « hors d'œuvre »
  - 1785 : Le nouveau seigneur Thomas Dennis commande des travaux sur le moulin. Preneur du moulin « pour trois ans », Charles Cytoleux ne donne pas suite à son contrat et s'engage ailleurs.
  - 1786 : Le seigneur Dennis signe un bail de trois ans le 26 avril 1786 pour le domaine, les bâtiments, les terres et le moulin avec Jean-Baptiste Relle (Harel) devant le notaire Gabrion. Le 11 juillet, Dennis achète de Louis Préjean 1 500 bouliniers pour des réparations au domaine et la construction de la maison du meunier. Relle, maître-farinier et laboureur, doit « faire faire toutes les réparations qui sont nécessaires pour mettre le moulin en bon état ».
- Propriétaires principaux :

- - 1708 Joseph Trottier dit Desruisseaux, seigneur
  - 1714 Françoise Cuillerier, veuve Desruisseaux, seigneuresse et ses enfants,
  - 1751 Jean-Baptiste Leduc, seigneur
    - 1785 : Thomas Dennis père, seigneur
    - 1792 : Thomas Dennis fils, seigneur
    - 1799 : Archange Campeau, veuve de Thomas Dennis fils, seigneuresse, confie la gestion de la seigneurie à son deuxième mari, Pierre-Amable Dézéry
    - 1817 : Régis-Maurice Mongrain et Marie-Angélique Dézery, héritiers indirects des seigneurs Thomas Dennis, deviennent coseigneurs de l'île Perrot et se partagent le domaine seigneurial et la gestion du site du moulin à vent et de la maison du meunier qui demeure propriété indivise. Leurs héritiers assurent la cogestion jusqu'en 1859.
    - 1859 : Le site devient la propriété de Louis-Hospice Toupin, marchand de Montréal.
    - 1872 : Donation par L.-H. Toupin à Guillaume Pallascio, entrepreneur en construction de Montréal.
    - 1899 : Faillite de Pallascio. Le site est vendu au plus offrant.
    - 1906 : Officialisation de l'achat par le Windmill Point Fin, Fur and Feather Club
    - 1963-1964 : Mlle Fernande R. Létourneau achète le site de la WPFFF et, en 1964, en vend la moitié en tant que propriété indivise à M. Lucien Thériault.
    - 1972 : Gouvernement du Canada (ministère des Affaires indiennes et du Nord)
    - 1977 : Ministère des Affaires culturelles du Québec
    - 1979 : Fin de la restauration du moulin et de la maison du meunier et ouverture du parc historique

Le Moulin-à-vent et la Maison-du-meunier de Pointe-du-Moulin sont désignés lieu historique national du Canada par la Commission des lieux et monuments historiques du Canada le 23 octobre 1969. Le site porte maintenant le nom de « Lieu historique national du Canada du Moulin-à-vent-et-la-maison-du-meunier-de-L'Île-Perrot ». La maison du meunier et le moulin ont tous deux été classés Bien culturel du Québec le 11 mai 1977,.

## Architecture
- de type moulin-tour
- fondations de 1,65 m de profondeur
- tour massive en moellons, 1 m à la base et 70 cm au sommet
- toit conique pivotant
- meules en silex de 680 kg, importées de Bretagne
- trois niveaux
- deux portes en vis-à-vis
- deux fenêtres, une au deuxième et l'autre au troisième
- sept meurtrières et une autre petite ouverture pour la cheminée
- 12,5 m de hauteur, ailes de 7,8 m
- envergure totale de 15,5 m

## Mise en valeur
Le moulin fait partie du Parc historique de Pointe-du-Moulin, aménagé en 1977-1978, comprenant un centre d'interprétation à l'entrée du parc où sont présentées des expositions interactives, le moulin à vent et la maison du meunier, restaurés en 1977-1978, un sentier d'interprétation de l'historie et de la nature avec des panneaux d'interprétation. Le site a fait l'objet de recherches archéologiques entre 1992 et 1994, on y découvrit de nombreux artefacts provenant de l'occupation amérindienne et française (Nouvelle-France). Le parc a accueilli 15 000 visiteurs à l'été 1979, première saison d'opération. Diverses facettes de l'époque seigneuriale du XVIIIe siècle y sont présentées. Les thèmes portent sur la vie du meunier et de sa famille, le processus de la culture du blé et de la mouture du grain, la relation entre les Amérindiens et les habitants ainsi que l'importance du lac Saint-Louis et du fleuve Saint-Laurent à cette époque. La programmation de mise en valeur comprend des visites guidées, de la reconstitution historique, des ateliers d'interprétation, des expérimentations de techniques de tir à l'arc et des randonnées en rabaska. Divers services y sont offerts : tables à pique-nique, zones vertes, sentiers, location d'embarcation, séances d'entrainement physique dans les sentiers.
L'animation du site est sous la responsabilité de la Société de développement du Parc historique de la Pointe-du-Moulin.